# Samba David
Samba David, de son vrai nom Douyou Nicaise, est un militant de la société civile ivoirienne, fondateur et coordonnateur national de la Coalition des Indignés de Côte d’Ivoire (CICI). Il est également membre du PDCI-RDA.

## Biographie
Très actif dans les luttes citoyennes, il milite pour les droits humains, la justice sociale, la réduction du coût de la vie et la libération des prisonniers politiques. Il a connu plusieurs arrestations et reste sous surveillance judiciaire en raison de ses prises de position.

## Engagements citoyens
En février 2019, Samba David plaide pour la libération de 34 prisonniers politiques encore détenus à la suite de la crise postélectorale de 2010–2011.
En août 2022, il lance un mot d’ordre de fermeture symbolique des "garbadromes" pour dénoncer la cherté du thon et l’inefficacité des mesures gouvernementales.
En septembre 2022, il dénonce publiquement des pratiques de surenchère organisées par des "cartels" dans la distribution du thon au port de pêche d’Abidjan.

## Engagement politique
Longtemps proche de la mouvance pro-Gbagbo, Samba David rejoint officiellement le PDCI-RDA en juin 2024.

## Relations avec la justice
En novembre 2023, après trois années de détention, il est hospitalisé et brièvement libéré pour raisons médicales. Des rumeurs d’empoisonnement sont démenties par l’administration pénitentiaire, qui évoque une hypertension chronique.
En janvier 2025, il est convoqué par un juge d’instruction à Abidjan, sans que les motifs précis ne soient rendus publics.